# Agafia Gruszecka
Agafia Semyónovna Grushétskaya (en ruso: Агафья Семёновна Грушецкая; Smolensk, 1663-Moscú, 14 de julio de 1681) fue una noble rusa que perteneció a la familia Grushetsky. Fue zarina de Rusia como primera cónyuge del zar Teodoro III de Rusia.

## Biografía
Era hija del voivoda y boyardo Semyón Fiódorovich Grushetsky y de su esposa, María Ivánovna Zaboróvskaya. Podía hablar y escribir polaco, francés y latín, y estaba bien informada sobre el estilo de vida de Europa Occidental. También podía tocar el clavicordio. Fue descrita como tan hermosa como "un ángel del Cielo", con un carácter tranquilo. A partir de 1677 vivió con su tío, Semyón Zaborovsky, que prefería que no se casara. En 1680, Teodoro, el zar de la época, la vio durante una procesión religiosa: cuando se desmayó después de ver a una bruja en una obra de teatro religiosa, él se apresuró a sujetarla y se enamoró de ella. Consciente de que su tío no deseaba que se casara, Teodoro proclamó una convocatoria tradicional a todas las nobles no casadas para reunirse en palacio y que el soberano escogiera esposa, y él la eligió a ella.
El 18 de julio de 1680, se casó con Teodoro. Agafia compartió las opiniones radicales de su esposo. Se opuso a la influencia del partido de Miloslavski, conducido por la madre y la hermana de su marido, y apoyó a Alekséi Lijachov. El pariente de su marido, Iván Ilich Miloslavski, la expuso a calumnias, lo que causó un conflicto y fue castigado por Teodoro. Sus hermanas se casaron con príncipes y sus primos fueron elevados de rango por Teodoro. Agafia ha sido descrita como una zarina angelical, misericordiosa y leal a Teodoro y al bienestar del pueblo. Fue la primera en promover el afeitado de la barba y la adopción de ropa occidental en la corte rusa. Fue también la primera zarina en exponer su cabello y usar un vestido occidental (polaco).
El 11 de julio de 1681, la zarina dio a luz a su hijo, el zarévich Ilyá Fiódorovich, el heredero esperado al trono. Agafia murió como consecuencia del parto tres días después, el 14 de julio, y seis días después, el 21 de julio, el zarévich de nueve días de edad también murió. 